# Kevin Van Impe
Kevin Van Impe (Aalst, 19 april 1981) is een voormalig Belgische wielrenner. Hij is de zoon van oud-renner Frank Van Impe en neef van Tourwinnaar Lucien Van Impe. 
De in Aalst geboren Van Impe werd prof in 2002, reed in 2005 voor de Chocolade Jacques - T Interim-ploeg en tekende in 2006 bij Quick·Step - Innergetic. In 2003 won hij een etappe in de Ronde van Rijnland-Palts. In 2005 werd hij tweede in Kuurne-Brussel-Kuurne en het Belgisch kampioenschap. Bij Quick.step rijdt Van Impe de voorjaarsklassiekers als knecht. In Parijs-Roubaix editie 2007 werd hij negende.
In 2009 wist Van Impe zijn meest belangrijke overwinning te behalen. Hij won Dwars door Vlaanderen in een sprint met tweevoudig winnaar Niko Eeckhout. In maart 2012 maakte hij bekend per direct met wielrennen te stoppen omdat hij de motivatie ervoor niet meer kon opbrengen.
Sinds 2014 rijdt hij opnieuw wielerwedstrijden, maar op regionaal niveau bij de Elite zonder contract. In 2019 zal hij uitkomen voor de Belgische ploeg S-Bikes Bodhi Cycling.

## Belangrijkste overwinningen
1999
- Belgisch kampioen tijdrijden, Junioren

2001
- Eindklassement OZ Wielerweekend

2003
- 3e etappe Ronde van Rijnland-Palts

2005
- Omloop van het Houtland

2006
- 1e etappe Circuit Franco-Belge
- Eindklassement Circuit Franco-Belge

2009
- Dwars door Vlaanderen

2010
- GP Briek Schotte

## Resultaten in voornaamste wedstrijden
| Jaar | Ronde van Italië | Ronde van Frankrijk | Ronde van Spanje |
| ---- | ---------------- | ------------------- | ---------------- |
| 2001 |                  |                     |                  |
| 2002 |                  |                     |                  |
| 2003 | opgave           |                     |                  |
| 2004 |                  |                     |                  |
| 2005 |                  |                     |                  |
| 2006 |                  |                     | 129e             |
| 2007 |                  |                     |                  |
| 2008 |                  |                     | 126e             |
| 2009 |                  |                     |                  |
| 2010 |                  |                     |                  |
| 2011 |                  |                     |                  |
| 2012 |                  |                     |                  |

| Jaar | Milaan-San Remo | Gent-Wevelgem | Ronde van Vlaanderen | Parijs-Roubaix | Parijs-Brussel | Kuurne-Brussel-Kuurne | Dwars door Vlaanderen |  | Wereldranglijsten |
| ---- | --------------- | ------------- | -------------------- | -------------- | -------------- | --------------------- | --------------------- |  | ----------------- |
| 2001 |                 |               |                      |                | 83e            |                       |                       |  |                   |
| 2002 |                 |               |                      | 54e            |                |                       |                       |  |                   |
| 2003 |                 |               |                      |                |                |                       |                       |  |                   |
| 2004 |                 |               |                      |                | 39e            |                       |                       |  |                   |
| 2005 |                 | 68e           | 100e                 |                | 100e           | Zilver                | 45e                   |  |                   |
| 2006 |                 |               |                      | 59e            |                | 9e                    | 37e                   |  |                   |
| 2007 | 142e            | 63e           | 77e                  | 9e             |                |                       | 63e                   |  | 161e (UPT)        |
| 2008 |                 |               |                      |                |                |                       |                       |  |                   |
| 2009 |                 | 87e           | 17e                  | 14e            |                |                       | Goud                  |  |                   |
| 2010 |                 |               |                      |                | 141e           |                       |                       |  |                   |
| 2011 | 137e            | 48e           | 68e                  | 89e            | 47e            |                       | 54e                   |  |                   |
| 2012 |                 |               |                      |                |                | 88e                   |                       |  |                   |